# 大葉じゅん
大葉 じゅん（おおば じゅん）は日本の女性声優。主にアダルトゲームに声をあてている。

## 出演作品
太字は主役・メインキャラクター

### ゲーム

#### 2011年
- 淫刻の虜姫 〜囚われた没落の姫姉妹、淫教の果てに〜（クローネ＝エスタ）[1]
- 子作り妖怪H変化 〜乙女を犯す憑依合体〜（安倍飛鳥）[2]
- 催眠淫行 〜もう一人の淫らな私〜（弓倉仁依菜）[3]
- シキタリ（ゆみ）[4]
- ぜったい絶頂☆性器の大発明!! ─処女を狙う学園道具多発エロ─（不知火輝穂）[5]
- 超魔汁! 〜精液充填ダンジョン攻略〜（マリー）[6]
- 変態勇者の中出し英雄記（ランシア＝エストール）[7]
- 凌成敗! 〜学園美少女制裁秘録〜（小飛島潤）[8]

#### 2012年
- すたどる!（栄花泉）[9]

#### 2013年
- ドキドキすり～ぴ淫Zzzセックス!～気になるあの娘に中出し膣開発♪～（深山 澪）